# Le Roy (Míchigan)
Le Roy es una villa ubicada en el condado de Osceola en el estado estadounidense de Míchigan. En el Censo de 2010 tenía una población de 256 habitantes y una densidad poblacional de 102 personas por km².

## Geografía
Le Roy se encuentra ubicada en las coordenadas 44°2′18″N 85°27′13″O / 44.03833, -85.45361. Según la Oficina del Censo de los Estados Unidos, Le Roy tiene una superficie total de 2.51 km², de la cual 2.51 km² corresponden a tierra firme y (0%) 0 km² es agua.

## Demografía
Según el censo de 2010, había 256 personas residiendo en Le Roy. La densidad de población era de 102 hab./km². De los 256 habitantes, Le Roy estaba compuesto por el 96.09% blancos, el 1.56% eran afroamericanos, el 0.78% eran amerindios, el 0% eran asiáticos, el 0% eran isleños del Pacífico, el 0% eran de otras razas y el 1.56% pertenecían a dos o más razas. Del total de la población el 0% eran hispanos o latinos de cualquier raza.